# Parafia Świętej Trójcy w Chotczy Dolnej
Parafia Świętej Trójcy w Chotczy Dolnej – rzymskokatolicka parafia w dekanacie lipskim diecezji radomskiej.

## Historia
Parafia erygowana była jeszcze przed 1325 w okresie początków intensywnej kolonizacji dawnej Puszczy Sandomierskiej. Kościół drewniany, wzmiankowany w roku 1440, spłonął w 1743. Wtedy to dzierżawca Chotczy Kazimierz Wykowski wybudował w 1744 „przy Wiśle”, w innym miejscu niż poprzednio, kościół drewniany na podmurówce pod wezwaniem Świętej Trójcy. Kościół ten spłonął doszczętnie od pioruna 4 sierpnia 1906, pozostała tylko dzwonnica. Potem została postawiona nowa świątynia i znów zniszczona podczas II wojny światowej. Po wojnie w kaplicy „przy Wiśle" dostawiono drewniany barak, przeniesiony z Chotczy Józefów staraniem ks. Bolesława Fochtmana. W miejscu spalonego w 1743 pierwotnego kościoła wybudowano prawdopodobnie kilka lat później kaplicę murowaną z kamienia. W 1906 – po pożarze kościółka „przy Wiśle” – ks. Walenty Lipiec dobudował do niej nawę przednią, tworząc kościół tymczasowy. Jednocześnie w tym samym roku ks. Lipiec, na innym miejscu niż stał spalony kościół, zalał fundamenty pod nową świątynię, według projektu Rudolfa Mejera. Kolejny proboszcz ks. Władysław Kłosiński po 1907 r. przygotował nowe plany pod kościół w stylu romańskim według projektu arch. Lamparskiego z Radomia. Wzniesiona część murów została zniszczona podczas I wojny światowej. Kościół odbudowywany po wojnie otrzymał do 1939 nowe mury, więźbę dachową i pokrycie czerwoną dachówką. Ponowne zniszczenie dosięgło kościół wraz z wieżą w 1944. Budowa kościoła murowaego była zakazana do 1974 przez władze komunistyczne. Dopiero w latach 1974–1976 dokończono budowy staraniem ks. Stanisława Madeja. Kościół został konsekrowany 2 października 1982 przez bp. Stanisława Sygneta. Kościół jest na planie krzyża, jednonawowy.

## Proboszczowie
- 1944–1953 – ks. Bolesław Fochtman
- 1953–1953 – ks. Jan Gajos
- 1953–1958 – ks. Stanisław Szeląg
- 1958–1971 – ks. Stefan Mroczek
- 1971–1974 – ks. Eugeniusz Cieślik
- 1974–1980 – ks. Stanisław Madej
- 1980–1985 – ks. Józef Suligowski
- 1985–2001 – ks. kan. Florian Rafałowski
- 2001–2010 – ks. kan. Henryk Ochmański
- 2010–2017 – ks. kan. Franciszek Bednarczyk
- 2017–2022 – ks. Sylwester Głogowski
- 2022–2024 – ks. Paweł Wołczyński
- od 2024 administrator, od 2025 proboszcz – ks. Andrzej Pyzik[2]

## Zasięg parafii
Do parafii należą wierni z miescowości: Borowiec, Baranów, Białobrzegi, Chotcza Dolna, Chotcza Górna, Chotcza-Józefów, Gniazdków, Górki, Gustawów, Jarentowskie Pole, Kijanka.